# Jan Kassián
Jan Kassián (též Kasián, latinsky Iohannes Cassianus; 360? Scythia minor – 435? Massilia) byl křesťanský mnich, který výrazně ovlivnil podobu západního mnišství. Je pokládán za největšího exponenta a nejvlivnější postavu v období před svatým Benediktem z Nursie. Narodil se s největší pravděpodobností v římské provincii Scythia minor v roce 360. Přijal jméno Jan na památku svého učitele a patrona svatého Jana Zlatoústého. Cestoval se svým starším přítelem Germanem do kláštera v Betlémě, odsud se po nějaké době vypravil navštívit egyptské mnichy. Pobyl v klášterech v Kellii, Nitrii a Skétisu. Ve Skétisu se pravděpodobně setkal s Evagriem Pontiem, který zemřel roku 399. Poté se s Germánem vrátil do Betléma, ale do Egypta se během života ještě jednou vrátili. Kolem roku 400 odešel do Konstantinopole, kde se stal žákem svatého Jana Zlatoústého, od něhož přijal jáhenské svěcení. Po svržení Jana Zlatoústého, které proběhlo roku 403, byl poslán do Říma, aby se u papeže přimluvil za Jana Zlatoústého a také mu vylíčil jeho svržení. V Římě byl pravděpodobně vysvěcen na kněze. V roce 415 založil v Massilii (dnes Marseille) dva kláštery, které také vedl. Sepsal duchovní ponaučení pro mnichy. Zemřel v klášteře sv. Viktora v Massilii. V katolické církvi je uctíván jako svatý.

## Učení
Jeho duchovní učení je shrnuto ve spise De institutis coenobiorum (Zásady/Zvyky cenobií) a Collationes (Promluvy, Rozmluvy). V prvním díle hovoří o mnišském oděvu, modlitbě a žalmech, o asketické praxi a o osmi hlavních hříších, jak je probírá Euagrios. V Promluvách probírá charakter mnišského života: prozíravost, trojí odříkání, zdroje pokušení, modlitbu, křesťanskou dokonalost, charizmata, čistotu a duchovní poznání.

### Smysl mnišského života podle Kassiana
Smyslem mnišského života je vnitřní zdokonalení každého mnicha.Toto zdokonalení však nespočívá v mnišském způsobu života jako takovém, ale v ctnostech jednotlivých mnichů. Základem dokonalosti je křesťanská láska a této dokonalosti se dosahuje askezí. Proto Kassian zdůrazňuje, že mnich nemá vyhledávat asketická cvičení jakožto cíl sám v sobě, ale má spíše usilovat o pozitivní duchovní hodnoty, které negace umožňuje. Plodem askeze je dar kontemplativní modlitby. Cvičení v modlitbě je pro křesťanskou spiritualitu tak zásadní, že tak jako není modlitby bez ctností, tak není skutečných ctností bez modlitby.

### Promluvy (Rozmluvy)
V Promluvách rozlišuje čtyři druhy modlitby: modlitbu, v níž prosíme za odpuštění hříchů – ta náleží začátečníkům v duchovním životě, dále modlitbu, v níž nabízíme Bohu svá dobrá předsevzetí – ta je typická pro ty, kteří už dělají v duchovním životě pokroky, pak modlitbu za spásu duší – tu znají ti, kteří dospěli k lásce a vnímavosti vůči bližnímu a naposled modlitbu díkuvzdání za přijaté milosti – ta je vlastní těm, kteří hledí na Boha v „modlitbě ohně“ jak říká Kassian. A aby zdůraznil, že kontemplativní modlitbu nelze ztotožňovat s pohanskou gnozí, Kassian trvá na tom, aby měla základ v četbě Písma svatého a vedla tak mnichy k Písmu.

### Primární literatura
- KASSIÁN, Jan, Michael Petschenig. Iohannis Cassiani De Institutis Coenobiorum Et De Octo Principalium Vitiorum Remediis Libri Xii ... (Latin Edition). [s.l.]: Nabu Press, 2012. 660 s. ISBN 978-1279993569. (latinsky)
- KASSIÁN, Jan; GUY, J-C. Institutions cénobitiques. Paříž: Revue de l'histoire des religions - Année, 1966. 204 s. Dostupné online. (latinsky)
- KASSIÁN, Jan; PETSCHENIG, Michael. Conlationes Xxiiii. [s.l.]: Nabu Press, 2010. 728 s. ISBN 978-1147979091. (latinsky)
- KASSIÁN, Jan; PETSCHENIG, Michael. De Incarnatione Christi Contra Nestorium Haereticum Libri Septem. www.documentacatholicaomnia.eu [online]. 2004. (anglicky)

### České překlady
- Zvyky cenobitů a léky na osm základních neřestí (De institutis coenobiorum et de octo principalium vitiorum remediis)

 Zvyky cenobitů a léky na osm základních neřestí (a): předmluva a knihy 1–4. Praha: Benediktinské arciopatství sv. Vojtěcha a sv. Markéty, 2007. ISBN 978-80-86882-07-9.
 Zvyky cenobitů a léky na osm základních neřestí (b): knihy 5–12. Praha: Benediktinské arciopatství sv. Vojtěcha a sv. Markéty, 2008. ISBN 978-80-86882-09-3.
- Rozmluvy otců (Collationes patrum):
 Rozmluvy 11–14. Praha: Benediktinské arciopatství sv. Vojtěcha a sv. Markéty, 2019. 152 s. ISBN 978-80-86882-24-6.

### Sekundární literatura
- O. CHADWICK, John Cassian, Cambridge: Cambridge University Press, 21968.
- R. H. WEAVER, Divine Grace and Human Agency. A Study of the Semi-Pelagian Controversy, Macon: Mercer University Press, 1996.
- C. STEWART, Cassian the Monk, Oxford – New York: Oxford Univ. Press, 1998.
- A. de VOGÜÉ, Histoire littéraire du mouvement monastique dans l’antiquité VI. Les derniers écrits de Jérôme et l’oeuvre de Jean Cassien (414–428), Paris: Cerf, 2002.
- D. FAIRBAIRN, Grace and Christology in the Early Church, Oxford: Oxford University Press, 2003.
- D. OGLIARI, Gratia et certamen. The relationship between grace and free will in the discussion of Augustine with the so-called semipelagians, Leuven: Univ. Press – Peeters, 2003.
- A. M. C. CASIDAY, Tradition and Theology in St John Cassian, New York: Oxford University Press, 2006.
- VENTURA, Václav. Spiritualita křesťanského mnišství. 1, Od prapočátků po svatého Jana Zlatoústého. 1. vyd. Praha: Benediktinské arciopatství sv. Vojtěcha a sv. Markéty, 2006. 348 s. (Pietas benedictina; sv. 11). ISBN 80-86882-03-9. Kapitola 7.1–7.3, s. 175–216.
- ŠTĚPÁN SMOLEN Buď, kde jsi. Kostelní Vydří: Karmelitánské nakladatelství, 2016.